# Katoliška enciklopedija
Katoliška enciklopedija: mednarodno delo, ki obravnava ustrojstvo, nauk, disciplino in zgodovino katoliške Cerkve.  
Nanaša se tudi na Staro katoliško enciklopedijo ter Izvirno katoliško enciklopedijo. ,

## Opis
To je enciklopedija v angleščini, izdana v ZDA. Prvi zvezek je izšel marca 1907, zadnji pa 1912; temu je sledil zvezek s kazalom 1914 in drugi dopolnilni zvezki. Delo ima namen, da »podaja bralcem polno in zanesljivo poročilo o celotnem področju katoliškega svetovnega nazora, delovanja in učenja«. 
Katoliško enciklopedijo je založila založniška hiša Robert Appleton Company, založba, ki je bila osnovana v New Yorku februarja 1905, da bi pripravila vse, kar je bilo potrebno za izdajanje enciklopedije. Peterica članov založniškega sveta so bili tudi ravnatelji družbe. 1912 je družba menjala ime v The Encyclopedia Press in je bila njena edina naloga izdajanje enciklopedije.

## Zgodovina
Pisanje enciklopedije se je začelo 11. januarja 1905; nadzorni odbor je sestavljalo pet izdajateljev:
- Charles G. Herbermann, predavatelj latinščine in knjižničar v College of the City of New York
- Edward A. Pace, predavatelj modroslovja na The Catholic University of America v Washingtonu, D.C.
- Condé B. Pallen, založnik
- Thomas J. Shahan, duhovnik in predavaatelj cerkvene zgodovine na Katoliški univerzi
- John J. Wynne, duhovnik DJ, izdajatelj časnika Messenger of the Sacred Heart

Prvo izdajo je najprej tiskala založba Robert Appleton Company (RAC), družba ustvarjena prav s tem namenom. Zvezki so izhajali zaporedoma: prva dva 1907, zadnji trije 1912: